# Senoprosopis romeri
Senoprosopis romeri là một loài ruồi trong họ Asilidae. Senoprosopis romeri được Hull miêu tả năm 1958.